# Zahn um Zahn (Fernsehserie)
Zahn um Zahn (auch: Zahn um Zahn – Die Praktiken des Dr. Wittkugel) ist eine erfolgreiche deutsche Arztserie aus der DDR.

## Handlung
Dreh- und Angelpunkt der Geschichten ist die Zahnarztpraxis von Dr. Alexander Wittkugel, der seine Tochter Sabine allein erzieht. Sein Team besteht aus der Sprechstundenhilfe „Häppchen“ und dem Zahntechnikermeister Opitz. Dr. Wittkugel ist sehr temperamentvoll, weshalb er oft von einem Fettnäpfchen ins nächste tritt und es somit wiederholt zu kleinen Streitereien kommt. „Häppchen“ versucht dann diplomatisch, die schief gelaufenen Dinge wieder zu richten. Zusammen wechseln sie nach der Aufgabe der selbständigen Praxis in eine Poliklinik. Bester Freund des Doktors ist der Tierarzt Dr. Oswald Baumann, der Wittkugel aus der einen oder anderen Verlegenheit wieder heraushilft.

## Episoden
Die folgenden Episoden entsprechen der ursprünglich geschnittenen Version, so wie diese auch im DDR-Fernsehen zu sehen waren.
| Folge | Titel                | Inhalt |
| ----- | -------------------- | --- |
| 1     | Die Jugendfreundin   | In der staatlichen Zahnarztpraxis von Dr. Alexander Wittkugel warten der Doktor und seine ihm langjährig verbundene stomatologische Schwester Victoria Happmeyer, kurz "Häppchen" genannt, auf den neuen Zahntechnikermeister Opitz. Opitz, ein erfahrener und ausgezeichnet arbeitender Meister seines Fachs, soll in der Praxis nur vorübergehend aushelfen, da der junge Zahntechniker Prikoleit, nebenbei der Lebensgefährte der Tochter des Doktors, sich entschieden hat, seinen Beruf zugunsten eines Kunsthochschulstudiums aufzugeben. |
| 2     | Das Goldstück        | Als Dr. Wittkugel von Zahntechnikermeister Opitz erfährt, dass er eine Fachschulpraktikantin ausbilden will, entbrennt Streit. In dieser gespannten Atmosphäre unterläuft Sylvia, eben jener Praktikantin, ein entscheidender Fehler. Leidtragender ist Patient Pohland, der nun allerdings auf ungewöhnliche Art und Weise die Fürsorge Häppchens genießt. |
| 3     | Ein besonderer Tag   | Eine hochschwangere Frau kommt in die Praxis von Dr. Wittkugel. Als die Wehen früher als geplant einsetzen, sehen sich Häppchen und Meister Opitz genötigt, Geburtshilfe zu leisten: Während sich Opitz in medizinischen Büchern beliest und auch nicht am Wein spart, legen die anderen beiden Hand an. Und während im Wartezimmer die Gerüchteküche kocht, erblickt im Sprechzimmer ein kleiner Junge das Licht der Welt. |
| 4     | Eigenes Leid         | Dr. Wittkugel hat Zahnschmerzen. Aber auch er hat Angst vor dem Zahnarzt und so betäubt er den Schmerz mit Alkohol und Tabletten. Seine Laune verbessert das jedoch nicht. So vergrault er eine Patientin und auch Sabine beißt auf Granit. Sie wollte ihrem Vater nun endlich beibringen, dass sie auch gegen seinen Willen Zahnmedizin studieren will. |
| 5     | Helfer in der Not    | Gerade hat Dr. Wittkugel Meister Opitz die Tür gewiesen, da wird von einem Studienfreund eine Hilfe erwartet, für die der Zahnarzt den Techniker dringend braucht. In einem Hotelzimmer vollbringen beide das Kabinettstück, über Nacht eine Ersatzprothese anzufertigen. |
| 6     | Urlaub               | Statt seiner Tochter Sabine hat Wittkugel seine Helferin Häppchen mit in den Urlaub an die Ostsee genommen. Die Beziehung der beiden wird außerhalb der Praxis auf eine harte Probe gestellt und Wittkugel benimmt sich oft daneben. Am Ende reisen sie vorzeitig ab. |
| 7     | Die Rückkehr         | Vorzeitig aus dem Urlaub zurückgekehrt, findet der Doktor ein zur Rekonstruktion eingerüstetes Haus vor und wird Zeuge ungewöhnlicher Arbeitsweisen von Frau Dr. Post, die ihn vertritt. Tochter Sabine sieht sich von Wittkugel vor ein verletzendes Ultimatum gestellt. |
| 8     | Der neue Start       | Wittkugels eigentümliche Art führt in den ersten Arbeitstagen in der Poliklinik prompt zu Problemen mit den Kollegen. Auch mit Frau Dr. Post gerät er erwartungsgemäß erneut aneinander. Dennoch weiß Wittkugel um seine Art und ist auch nicht wirklich glücklich mit seiner Situation. Auch der Streit mit seiner Tochter nagt noch immer an ihm. Sein Freund Oswald rät ihm zu einer kleinen Einstandsparty für den neuen Kollegenkreis aus der Poliklinik. Häppchen erklärt sich bereit, die Party in ihrer Wohnung zu veranstalten. Es wird ein gelungenes Fest, bis Wittkugel zu vorgerückter Stunde die Party versehentlich in der Annahme sprengt, dass das Essen vergiftet ist. |
| 9     | Geburtstag           | Wittkugels Geburtstag steht an, den er aber hauptsächlich aufgrund seiner privaten Probleme mit Tochter Sabine diesmal nicht feiern will. Auch Sabine leidet unter der Spannung. Sie will sich deshalb vor einer möglichen Geburtstagsfeier drücken und übergibt Häppchen das Geschenk für ihren Vater. Auf Bitten des Oberarztes darf derweil eine weibliche Kollegin bei Wittkugel hospitieren. Nach anfänglichen Schwierigkeiten vertragen sich beide dann letztlich doch ganz gut. Dafür treibt jedoch ein Patient, der sich als Hobby-Zahnarzt ausgibt, Wittkugel zum Wahnsinn. Auch mit einem jungen Studenten, der scheinbar vor Prüfungsangst leidet, muss sich der Doktor herumschlagen und macht dabei einen fatalen Fehler. Am Ende klärt sich alles und auch einer von Häppchen heimlich geplanten Überraschungsparty zum Geburtstag steht nichts mehr im Wege…                           |
| 10    | Weiberflucht         | Fliehen Männer vor Frauen oder Frauen vor Männern? Wittkugel klärt mit der Stationsleitung, dass Häppchen vorübergehend bei seiner Kollegin Strohbusch arbeiten sollte – ohne das vorher mit Häppchen abzusprechen. Verärgert reicht sie bei der Stationsleitung kurzfristig Urlaub ein – ohne das vorher mit Wittkugel abzusprechen. Dieser reagiert sauer und übernimmt die Vertretung als betrieblicher Zahnarzt. Dumm nur, dass dieser Betrieb nicht Textilmaschinen herstellt, wo er vor allem Männer als Patienten erwartete, sondern Textilien produziert und überwiegend Frauen seine Dienste in Anspruch nehmen. Ungenaue und fehlende Absprachen führen zu weiteren falschen Erwartungen. Am Ende taucht unerwartet Sabine Wittkugel bei Häppchen im Urlaubsquartier auf: Sie traute sich nicht zu ihrem Vater, weil sie sich wegen Schwangerschaft zu einer Prüfung nicht in der Lage sah. |
| 11    | Besuch für Alex      | |
| 12    | Auf hohem Ross       | |
| 13    | Probewohnen          | |
| 14    | Doppelpraxis         | |
| 15    | Wieder zu Hause?     | |
| 16    | Ein gelungener Abend | |
| 17    | Besuch für Häppchen  | |
| 18    | Heimlichkeiten       | |
| 19    | Die Überraschung     | |
| 20    | Wetterwendisches     | |
| 21    | Finale               | |

## Ausstrahlung
Die Serie war zunächst nur auf sieben Folgen angelegt, die von Mai bis Juni 1985 freitags um 20.00 Uhr im Ersten Programm des DDR-Fernsehens gezeigt wurden. Der hohe Zuspruch der Zuschauer führte dazu, dass unmittelbar nach Ende der ersten Staffel eine zweite mit weiteren sieben Folgen entwickelt und produziert wurde. Diese wurde dann fünfzehn Monate später, im August und September 1986, auf dem angestammten Sendeplatz am Freitagabend gezeigt. Abermals rund fünfzehn Monate später, im Januar/Februar 1988, folgte die dritte Staffel mit den finalen sieben Folgen.
Nach der Erstausstrahlung auf DDR-1 und den Wiederholungen auf DDR-2 zeigte der Privatsender RTLplus ab Juni 1988 zunächst die sieben Folgen der ersten Staffel und von Juni bis September 1989 an wechselnden Wochentagen schließlich die kompletten drei Staffeln. Im Jahr 1989 schnitt das Erste Programm des Fernsehens der DDR die 21 rund einstündigen Folgen der Serie zu 43 halbstündigen Folgen um und zeigte sie ab November samstags um 19.00 Uhr vor der Aktuellen Kamera. Diese Fassung lief das letzte Mal 1998 als Daily Soap im werktäglichen Nachmittagsprogramm des MDR. Bei allen späteren Wiederholungen kehrte man wieder zum einstündigen Ursprungsformat mit 21 Folgen zurück.
Die Serie wird unregelmäßig wiederholt (vor allem beim MDR, aber auch beim RBB).